# Любстинек
Любстинек (пол. Lubstynek, нім. Klein Lobenstein) — село в Польщі, у гміні Любава Ілавського повіту Вармінсько-Мазурського воєводства.
Населення — 154 особи (2011).

## Демографія
Демографічна структура станом на 31 березня 2011 року:
|          | Загалом | Допрацездатний вік | Працездатний вік | Постпрацездатний вік |
| -------- | ------- | ------------------ | ---------------- | -------------------- |
| Чоловіки | 78      | 18                 | 52               | 8                    |
| Жінки    | 76      | 15                 | 47               | 14                   |
| Разом    | 154     | 33                 | 99               | 22                   |